# Avant-lès-Marcilly
Avant-lès-Marcilly – miejscowość i gmina we Francji, w regionie Grand Est, w departamencie Aube.
Według danych na rok 1990 gminę zamieszkiwało 375 osób, a gęstość zaludnienia wynosiła 14 osób/km².

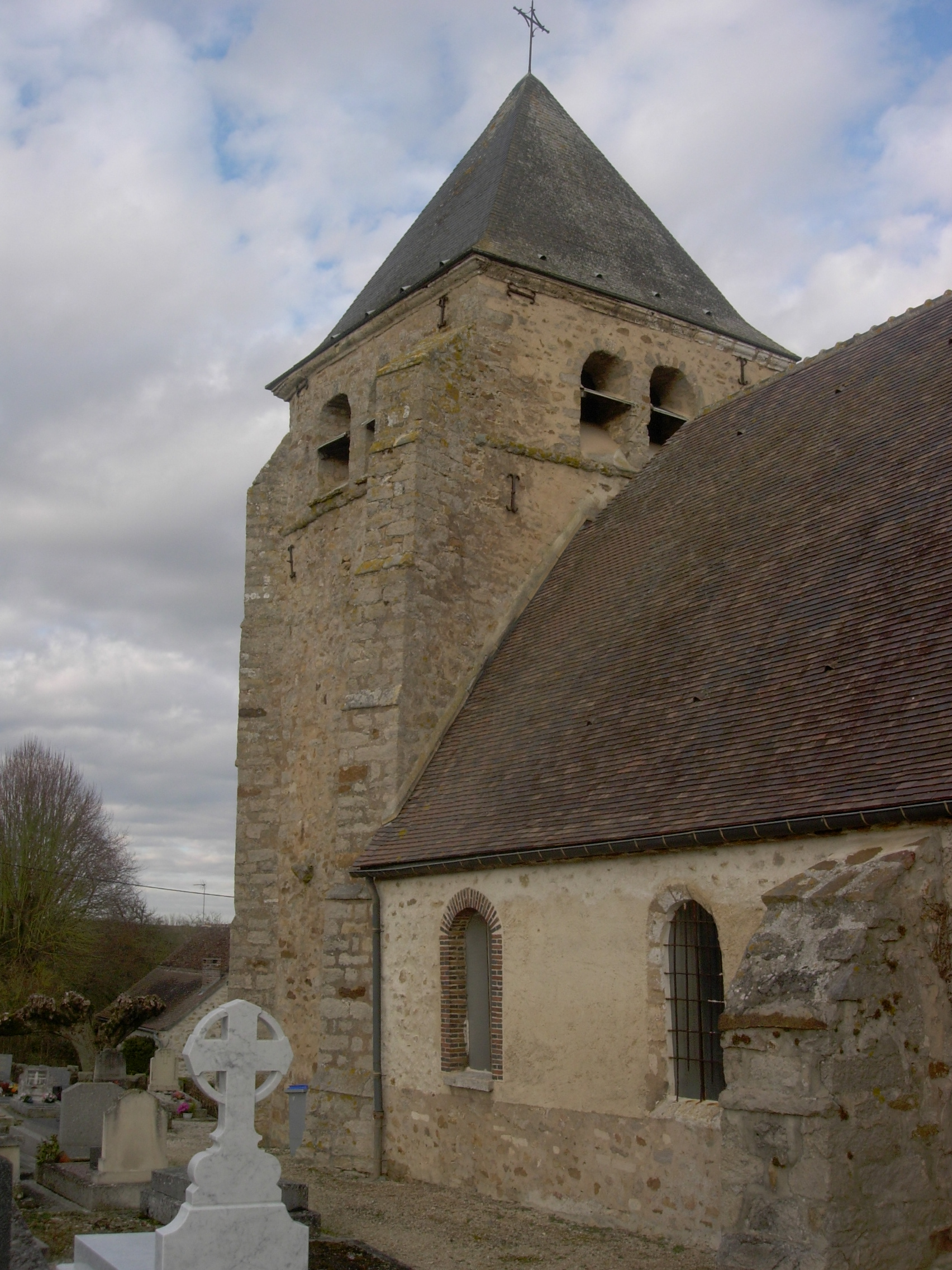
Kościół w Avant-les-Marcilly, 2009